# Союзконцерт
Союзконцерт — всесоюзная концертная организация, основанная на базе российской республиканской организации «Росконцерт» в 1967 году как гастрольно-концертное бюро и с 1978 года реорганизованное в гастрольно-концертное объединение. Прекратила существование в 1991 году в связи с распадом СССР, правопреемником является организация, впоследствии получившая название «Росконцерт».
Занималось организацией гастролей музыкальных и драматических театров, солистов театров оперы и балета на всей территории СССР. Принимало активное участие в организации международных мероприятий, в числе которых проведение культурной программы «Олимпиады-80» в городах проведения Москве, Киеве и др.